# Кошмар
Кошмар је непријатан сан који изазива јаке негативне емоције од мозга, најчешће су то страх или хорор, али и очај, анксиозност и велику тугу. Ова врста сна може да садржи ситуације где је особа у опасности, где јој је непријатно или психолошки и физички терор. Особе се обично буде из овакве врсте сна без могућности да поново заспе током дужег или краћег периода.
Ноћне море могу имати неке физичке последице, као што су спавање у чудном и непријатном положају, добијање температуре, или психолошке последице као што су стрес и анксиозност. Једење пре спавања повећава телесни метаболизам и мождану активност, што је потенцијални узрок стварања кошмара.